# Arxiu i Biblioteca de Poblet
L'Arxiu i Biblioteca de Poblet és un dipòsit documental i bibliogràfic emplaçat al Reial Monestir de Santa Maria de Poblet que fou creat l'any 1151 pel comte de Barcelona Ramon Berenguer IV.

## Història

### Segle XII
Des dels seus inicis, al monestir de Poblet s'hi va anar formant un fons documental, testimoni dels privilegis, títols i drets del cenobi, i també de les efemèrides de la seva vida. Des de la seva fundació, els monjos creaven i conservaven els documents. Així, ja en el mateix segle xii hi havia entre ells escrivans experimentats com fra Esteve Droc o fra Bernat.
L'Arxiu i Biblioteca de Poblet té els seus orígens l'any 1151, quan fou creat pel comte de Barcelona Ramon Berenguer IV. El monestir rebé ben aviat els favors del Casal de Barcelona, i posteriorment, dels comtes reis de Catalunya-Aragó. Igualment, rebé nombroses donacions de la noblesa catalana, encapçalada per la Casa de Cardona. Al segle xii, Poblet ja disposava d'una comunitat nombrosa, i es començà a forjar un règim senyorial que feu que més de 30 llocs i viles depenguessin del monestir. Aquesta riquesa explica que el cenobi fos dotat d'un scriptorium, on es confeccionaren còdexs i pergamins de l'arxiu del monestir. Es conserven inventaris d'aquestes biblioteques de Poblet, on primerament destaquen els llibres preceptius de l'orde del Cister i els de compliment de l'ofici diví. La lectura, obligatòria segons la regla de sant Benet, es feia també en llibres encadenats al claustre, on també es trobaven els llibres litúrgics.

#### Catàleg de llibres a finals delseglexii
Al final d'un còdex del Monestir de Poblet, que conté el Comentari a l'Apocalipsi del Beat de Liébana, hi ha, escrit per la mà d'un monjo de la darreria del segle xii, el catàleg dels llibres que posseïa el monestir en aquell moment.
- Una «Història», que contenia els responsoris i antífones litúrgics, trets de la sèrie ordenada dels llibres bíblics; emprat pels cistercencs d'aquell temps en l'Ofici diví.
- «Comentaris morals al llibre de Job», del papa sant Gregori el Gran, obra clàssica que no mancava en cap biblioteca monàstica medieval, i un dels llibres preferits dels monjos d'aquell temps, fonamental en la seva espiritualitat.
- Dos «Breviaris», o «Leccionaris», amb les lectures i la col·lecta o oració de Matines.
- «Llibres dels Profetes», que contenia tots els escrits dels profetes conservats a la Bíblia.
- Les «Col·lacions» de Joan Cassià, imprescindible en els monestirs benedictins, car la Regla de sant Benet prescriu una estona de lectura en comú, en veu alta, d'un dels reculls clàssics de narracions de les vides dels antics monjos i solitaris del desert.
- Una obra de l'abat benedictí Raban Maur.
- Dos «Sermonari» o recull de sermons dels Sants Pares, ordenats per ser llegits en la litúrgia.
- Dos «Antifonaris», llibres de cant litúrgic.
- «Regula», la Regla benedictina professada pels cistercencs com a cànon fonamental de llur vida.
- Un «Saltiri glossat», text bíblic del llibre dels Salms escrit en un manuscrit.
- Dues «Epístoles» o exemplars manuscrits de totes les lletres apostòliques del Nou Testament.
- L'«Epistolari» que contenia, a més de les epístoles de la missa, totes les altres lectures de la celebració eucarística.
- Dos «textus», o evangeliari a utilitzar en la celebració de la missa.
- L'«Oficiari», o llibre de cor, el títol del qual al·ludeix a l'Ofici Diví.
- «Dos Col·lectanis», o llibre litúrgic que contenia les oracions de la missa, les pregàries per a l'administració dels sagraments i altres diverses oracions i benediccions.
- L'«Explicació del Càntic dels Càntics», amb comentaris dedicats a aquest llibre bíblic.
- «Llibres dels Diàlegs», del papa sant Gregori, indispensable en un monestir de tradició benedictina, car conté, entre d'altres, la famosa vida de sant Benet.
- Les «Consuetes», o Costumari cistercenc, que contenia totes les observances monàstiques, les cerimònies i els costums litúrgics a observar, així com l'organització del monestir.
- Dos «Comentaris al llibre de l'Apocalipsi», un dels quals era, probablement, el de Beat de Liébana.
- Dos «Himnaris», dos volums d'himnes litúrgics, necessaris per al cant de l'Ofici diví coral.
- El «Llibre de la regla pastoral» de sant Gregori.
- El «Llibre dels sagraments».
- Dos «missals» manuscrits
- Unes «Epístoles canòniques», o lletres apostòliques.
- Dos exemplars de «Flors de les sentències», o recull de dites espirituals dels sants pares i monjos del desert.
- El «Florilegi dels Salms», per a la meditació dels monjos i per a aprendre de memòria pregàries breus i compendioses per incorporar-les vitalment a la jornada, i dir-les durant el treball
- Un «Llibre de Salomó», que contenia tots els llibres atribuïts per la Bíblia al rei savi.
- Un «Llibre de diversos sants», una mena de «Vides dels Pares» o recull d'extrets d'aquestes vides.

#### L'«armarium»
La biblioteca de Poblet al segle xii era una sala amb una poca quantitat de volums guardats en un simple armari o «armarium», una mena de prestatges encaixats en un pany de paret, del qual tenia cura el cantor. Era situat al claustre, al costat d'una de les portes de l'església, doncs, molts dels volums servien per a la litúrgia i per a la lectura en veu alta, dita «de col·lació», que feien al claustre. Posteriorment, quan els volums anaren augmentant en nombre, calgué dedicar a biblioteca sales especials. A part dels que hi havia a l'armarium, al claustre de Poblet hi hagué també llibres encadenats, d'acord amb el costum de l'edat mitjana. No se sap, però, si eren col·locats en pupitres, tal com passava en alguns monestirs i catedrals, on una cadena subjectava, per un extrem, la coberta del llibre, i per l'altre anava agafada a una barra de ferro que recorria, de cap a cap, el pupitre, i en la qual se subjectaven els diversos volums que, d'aquesta manera, hom podia llegir sense treure’ls del lloc. Probablement, els volums de Poblet eren subjectats per les cadenes a uns claus clavats al mur, que encara s'hi veuen, i descansaven sobre els bancs, encara existents. Al segle xvi continuava havent-hi llibres encadenats als murs del claustre de Poblet.

### Segle XIII
El progressiu increment del fons documental de l'abadia feia ineludible la seva organització per tal de poder-se'n servir eficaçment. L'elaboració dels cartularis, és a dir, la còpia d'escriptures en còdexs pensats per facilitar el control administratiu del patrimoni, representa el primer indici de treball pròpiament arxivístic. Pel que fa a l'arxiu, al segle xiii es confeccionaren dos importants cartularis: el menor, conservat a la Biblioteca Pública de Tarragona, i el major, custodiat a l'Arxiu Històric Nacional de Madrid (AHN). Contenen tots els drets i privilegis del cenobi per tal de defensar millor Poblet davant de possibles plets. El primer cartulari conservat fou escrit vers l'any 1210 i conté 360 documents, però la seva desordenada distribució el feia poc pràctic, de manera que uns deu anys més tard s'emprengué la còpia del cartulari gran, continuat fins al segle xiv, que recull acuradament més de mil escriptures amb una encertada ordenació geogràfica. Al costat d'aquests, després del 1229, ens han arribat dos fragments del petit cartulari de l'hospital de pobres.

### Segle XIV
Durant el segle XIV l'auge dels dominis i de la influència política i eclesiàstica de Poblet havia de convertir l'arxiu en una oficina, que requeria atenció qualificada i permanent. Durant aquest segle la relació amb la reialesa es feu cada cop més estreta; no és estrany, doncs, que l'abat de Poblet Ponç de Copons (1316-48) fes reproduir la còpia catalana més antiga del Llibre dels feits de Jaume I. Igualment, el rei Pere III regalà al monestir una important biblioteca, de la qual no ha quedat cap rastre.

### Evolució a partir delseglexv
El fons documental era especialment ric en documentació valuosa per a la defensa dels drets i de les propietats del monestir. En canvi, no s'aprofitava gaire el seu interès històric. Però, al llarg dels segles, la biblioteca pobletana inclogué temàtiques més variades, com la filosofia, la retòrica, la literatura, les gramàtiques, les ciències o el dret. Diversos monjos anaren a estudiar a les universitats estrangeres, de manera que el nivell cultural augmentà. Paral·lelament, l'arxiu anà creixent i va arribar a formar un fons amb més de 16.000 pergamins, i nombrosos volums i lligalls en paper, que recollien totes les activitats internes i externes del monestir. Al segle xvii, el virrei de Nàpols Pere Antoni d'Aragó-Cardona-Córdoba i Fernández de Córdoba, gran mecenes, regalà a Poblet una magnífica col·lecció de més de 4.000 llibres luxosament relligats. Al segle xviii, i per primer cop, el pare Jaume Finestres i de Monsalvo se serví del fons de l'arxiu pobletà per a redactar l'extensa i desigual història del monestir. Tota aquesta riquesa, que encara veié, al principi del segle xix, el P. Jaume Villanueva, s'esfondrà amb la desamortització i l'extinció de la comunitat el 1835. La biblioteca del monestir fou gairebé destruïda, i nombrosos volums de la biblioteca de Pere Antoni d'Aragó es perderen per sempre. En canvi, l'arxiu, que sofrí nombroses peripècies, se salvà i anà a la Delegació d'Hisenda de Tarragona; quan es creà l'AHN, passà als baixos de la Reial Acadèmia de la Història de Madrid, i actualment es conserva a la seu de l'AHN. El mecenes reusenc Eduard Toda i Güell (1855-1941) fou l'encarregat de salvaguardar les restes de Poblet. Ell mateix aplegà nombrosos documents de l'arxiu del monestir dispersats en diverses contrades tarragonines, i volums de Pere Antoni d'Aragó, que formen l'arxiu que avui es conserva en el mateix monestir, un cop restablerta la comunitat l'any 1940.

### Actualitat
Actualment, els arxius de Poblet conserven un important patrimoni documental fruit, en primer lloc, de l'exercici de la seva activitat monàstica però també com a dipositant de fons generats durant el segle XX per personalitats i entitats rellevants per a la història de Catalunya. Entre els fons dipositats a l'arxiu del monestir destaquen el del president de la Generalitat de Catalunya Josep Tarradellas i Joan (1931-2001), anomenat Arxiu Montserrat Tarradellas i Macià, el del general Domènec Batet (1890-1990) o el d'Antoni Andreu i Abelló (1939-1995), entre molts altres.
La Biblioteca del Monestir de Poblet està preferentment al servei de la comunitat de monjos, però, també està oberta a consultes puntuals de persones externes per a poder accedir a aquest patrimoni cultural. Actualment, la biblioteca compta amb prop de 100.000 volums. A més de les seccions d'espiritualitat i monaquisme, patrologia, litúrgia, teologia, filosofia i història de l'Església Catòlica, conté també un fons de literatura, història general.